# 哈尔姆斯塔德
哈尔姆斯塔德（瑞典語：Halmstad）是瑞典西南部哈兰省尼桑河河口的一个港口，大学、工业和休闲城市。尼桑河流入卡特加特海峡。城市有58,000人口，包括周边的区域共有88,000居民。

## 历史

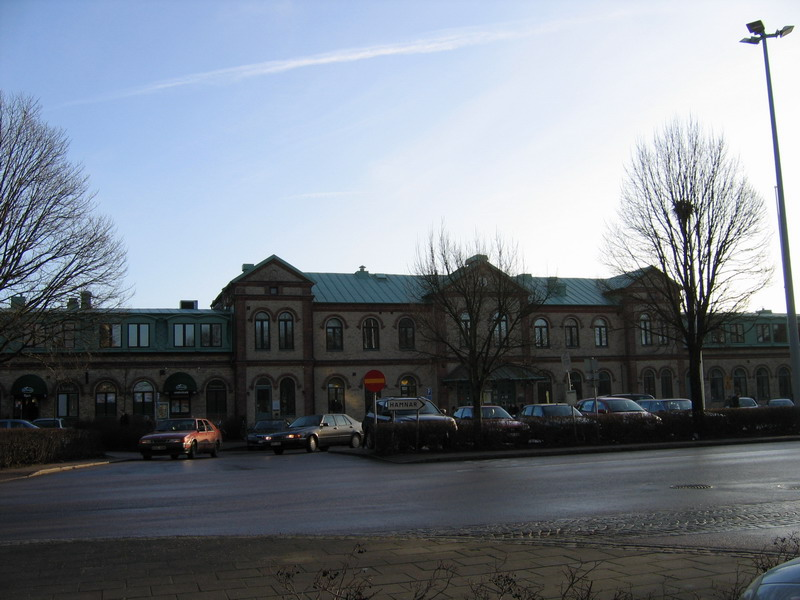
哈尔姆斯塔德火车站

哈尔姆斯塔德建立于中世纪早期，大约为公元1000－1100年间。哈尔姆斯塔德的名称最早在jordebog中记载是由丹麦的瓦爾德馬二世于1231年作为皇家行宫的时候命名。最早的城市宪章记载于1307年。
在jordebog记载中，城市的位置还要在河流的更上游，位于叫做Övraby的地方。在1320年代，搬迁到河口。毫无疑问，新的位置更适合远洋航行的船只，并且更靠近斯堪的纳维亚的航道。
在卡尔马联合时代–挪威、瑞典和丹麦三个王国于公元1400－1520年共同成立的一个北欧联盟– 就是在哈尔姆斯塔德最后选出了共同的国王。
1430年代，瑞典的指挥官恩厄爾布雷克特(Engelbrekt)和他的军队在这个城市溃败，同时城市于1563年北部七年战争开始的时候被包围。后来，城市于1619年被烧毁，除了教堂和一些石头建筑幸免遇难。
瑞典的第一个国际劳动节于1897年在哈尔姆斯塔德举行。

## 名人
- 卡爾·比爾特 - 政治家, 前首相
- 皮爾·蓋斯雷 - 音乐家
- 厄恩斯特·韋福斯 - 政治家
- 91:an (漫畫) - 小说家
- 約爾根·佩爾森 - 乒乓球运动员
- 弗雷德里克·永貝里 - 足球运动员
- 低频猎人 - 音乐家
- 迈克尔·阿莫特 - 音乐家
- 索非亚·阿維德松 - 职业网球运动员

## 乐队
Forest Of Shadows，瑞典的一支以“忧郁情绪＆优美旋律”为特色的厄运金属乐队，于1997秋成立于瑞典的哈姆斯塔德。他们的作品不多，但是首首都很经典，催人泪下。Forest Of Shadows初次以98年“Under The Dying Sun”亮相于世，之后的作品中加入了长笛，使那种伤感的情绪越发明显。最出名的作品为“Eternal Autumn”。
Shining，由Niklas "Kvarforth" Olsson於1996年成立的黑金屬樂隊(當時他14歲)。跟一般黑金屬樂團所想表達的反基督、撒旦主義不同，他們選擇了探索人心的黑暗、消極面，並以"自殺"為主題探討著生命之意義。編曲普遍長(一首一般都在8~12分)，音色也較一般黑金屬緩和甚至帶有對一般人而言相對動聽的旋律。後來此一分支流派稱為"自殺黑金屬"，現為地下黑金屬大宗，而Shining為此一分支的開頭先鋒之一。
與哈爾姆斯塔德同名之第五張專輯"V - Halmstad"為該團實驗性最重的一張，除了黑金屬段落裡頭還有大量厄運金屬、70's前衛搖滾、空心吉他等構成元素。甚至於第五首"Åttiosextusenfyrahundra(Eightysixthousandfourhundred)"將貝多芬的"月光奏鳴曲"重新混音得更加沉重、帶有厭世感。

## 运动
- 足球
  - 哈尔姆斯塔德足球俱乐部
  - IS Halmia
- 高尔夫
  - Halmstad GK
- 体操

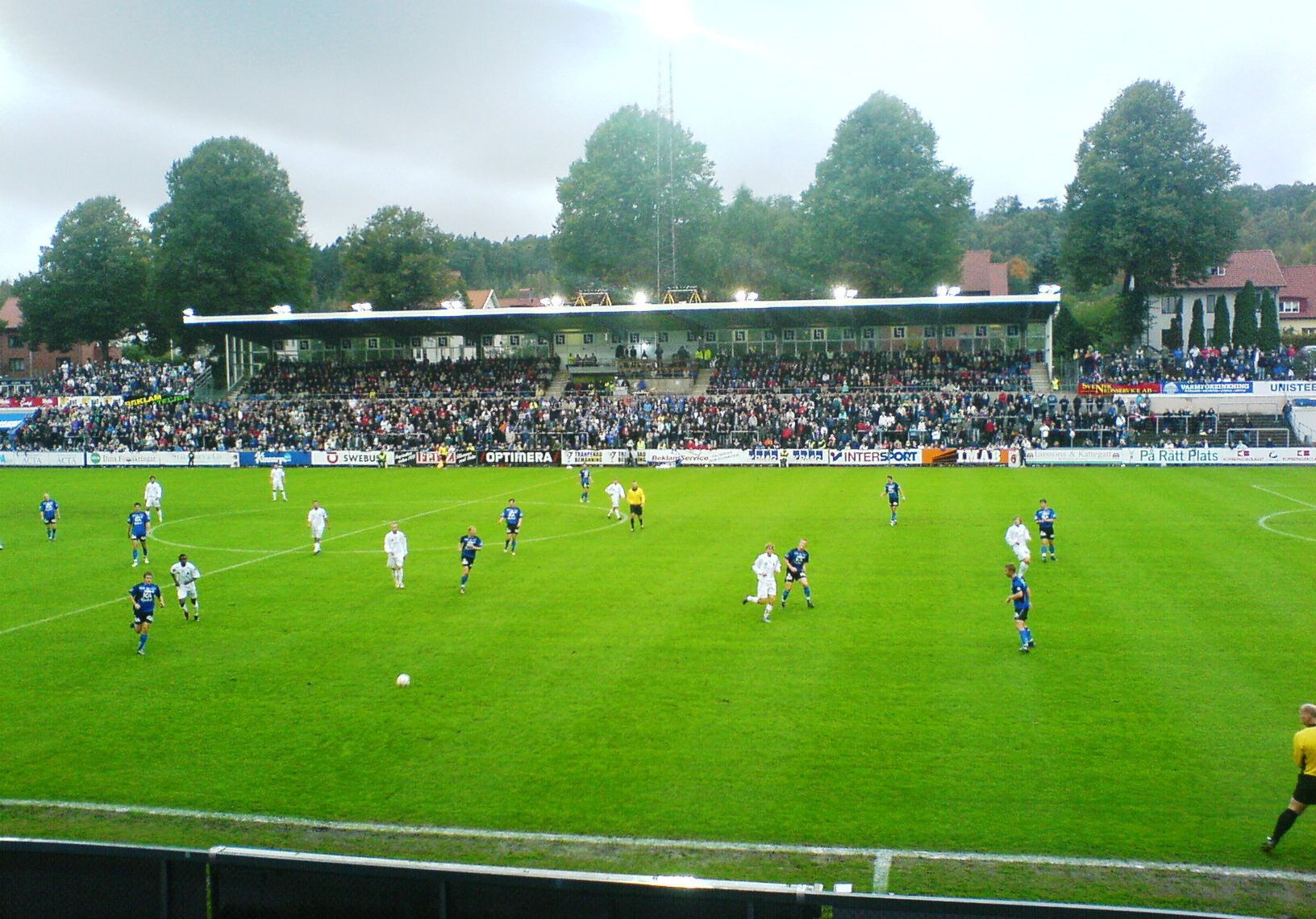
哈尔姆斯塔德足球俱乐部的球賽

  - Halmstad Frigymnaster
  - Halmstad Kvinnliga GF
  - Halmstad Rytmiska GF
  - Nissaflickorna
- 舞蹈
  - Laxbuggarna
- 手球
  - HK Drott
- 冰球
  - Halmstad Hammers HC
- 游泳
  - SK Laxen
- 乒乓
  - Halmstad BTK
- 卡丁车
  - IFK Halmstad